# قائمة الرسامون الفلسطينيون
قائمة الرسامون الفلسطينيون تضم مجموعة من الرسامين الفلسطينيين الأبرز من مجالات فنية متنوعة، والذين ولدوا في فلسطين، أو لديهم أصول فلسطينية، أو تتركز أعمالهم حول فلسطين بشكل محوري. والقائمة مرتبة حسب الترتيب الأبجدي بدءاً من الاسم الأخير للفنان.

## ح
- سامية حلبي (1936-) رسامة وفنانة وناشطة ومعلمة وباحثة، تعيش في الولايات المتحدة.[1]
- جمانة الحسيني (1932-2018) رسامة ونحاتة، عاشت في باريس.[2]

## د
- محمد دلو (1994-) رسام من مواليد غزة، وهو مصاب بضمور العضلات الدوشيني.[3]

## ز
- هاني زعرب (1976-) رسام فلسطيني مقيم في باريس.[4]

## س
- سمير سلامة (1944-2018) رسام فلسطيني، فرنسي الجنسية.[5]
- جوليانا سيرافيم (1934-) رسامة فلسطينية، لبنانية الجنسية.[6]

## ش
- إسماعيل شموط (1930-2006) رسام ومؤرخ فني فلسطيني، أردني الجنسية.[7]
- ليلى الشوا (1940-2022) رسامة ونحاتة، وصانعة مطبوعات.[8]

## ع
- نصر عبد العزيز عليان (1941-) رسام وأستاذ جامعي، ومصمم إنتاج تلفزيوني، يعيش في الأردن.[9]

## غ
- فتحي غبن (1947-2024) رسام فلسطيني.[10]
- إبراهيم غنام (1930-1948) رسام، كان يقيم في لبنان.[11]

## ق
- زهدي قادري (1972-) رسام فلسطيني.[12]

## م
- سليمان منصور (1947-) رسام، ونحّات، ومؤلف، ورسام كاريكاتير.[13]
- ملاك مطر (1999-) رسامة، ومصورة، ومؤلفة كتب أطفال من غزة.[13]
- عبد الحي مسلم زرارة (1933-2020) رسام عصامي قام بأرشفة التاريخ الحديث للشعب الفلسطيني.[14]

## ه
- إبراهيم هزيمة (1933-2023) فنان تشكيلي فلسطيني، عاش وعمل في ألمانيا، وتوفي فيها.[15]

## و
- شريف واكد (1964-) رسام، وفنان وسائط متعددة.[16]